# Туркестанская понтонная рота
Туркестанская понтонная рота — отдельное формирование (воинская часть) инженерных войск Русской армии.
Праздник части — 6 декабря. Старшинство по состоянию на 1914 год: не установлено. Фактически отдельная рота была сформирована 31 декабря 1904 года.

## История
Отдельная понтонная рота сформирована 26 апреля 1904 года как Туркестанская Понтонная рота из чинов Туркестанского и Закаспийского сапёрных батальонов и понтонных частей Европейской России. 15 июля 1904 года чинам роты установлено обмундирование Инженерных частей с шифровками на погонах, эполетах и околышах фуражек нижних чинов. Создание части обусловлено последним этапом Большой Игры в Центральной Азии.
5 апреля 1906 года пантонная рота вошла в состав, сформированной Туркестанской сапёрной бригады. Штаб-квартира сапёрной бригады дислоцировалась в Термезе.
Основное назначение — скорейшее наведение паромных переправ и понтонных мостов через реку Аму-Дарья при развертывании наступления на Британскую Индию через Афганистан. Для этого рота располагалась в крупнейшем приграничном гарнизоне-крепости Российской Императорской армии на границе с Афганистаном — Термезе.
Так как Туркестанская Понтонная рота являлась отдельной воинской частью, её командир был уравнен в правах (и в табеле о рангах) с командиром понтонного батальона. В 1910 году сапёрные бригады в инженерных войсках России были упразднены, и понтонная рота придана 1-му Туркестанскому армейскому корпусу.

## Знаки отличия части к 1914 году
- Знамён понтонным частям не полагалось.

## Командиры части
- 15.04.1907 — 11.04.1911 — подполковник (с 25.12.1909 полковник) фон Геринг, Вильгельм Кунович (в 1913 — командир 1-го Туркестанского саперного батальона)
- 16.06.1911 — 20.03.1914 — полковник Ерофеев, Иван Иванович